# (4560) Klyuchevskij
(4560) Klyuchevskij (1976 YD2) – planetoida z pasa głównego asteroid okrążająca Słońce w ciągu 5,19 lat w średniej odległości 3 j.a. Odkryta 16 grudnia 1976 roku.